# Erioptera (Erioptera) abrasa
Erioptera (Erioptera) abrasa is een tweevleugelige uit de familie steltmuggen (Limoniidae). De soort komt voor in het Oriëntaals gebied.